# Thunderhill Raceway Park
Il Thunderhill Raceway Park è un autodromo stradale situato nei pressi della cittadina statunitense di Willows.

## Storia
Il percorso viene gestito dalla sezione della SCCA della zona di San Francisco. Vi si tengono vari eventi motoristici per veicoli a due e a quattro ruote. L'evento più importante che vi si svolge è la 25 Ore di Thunderhill che si svolge il primo fine settimana di ogni dicembre.

## Struttura
Il percorso si snoda attraverso alcune colline creando numerosi dislivelli. Sono presenti in tutto 15 curve sul tracciato che misura 4,83 km.